# Folhadela
Folhadela é uma povoação portuguesa sede da Freguesia de Folhadela do Município de Vila Real, freguesia com 16,06 km² de área e 2163 habitantes (censo de 2021), tendo, por isso, uma densidade populacional de 134,7 hab./km².
Além da sede, a Freguesia de Folhadela inclui no seu território os seguintes lugares: Barreiros, Bustelo, Pala, Paúlos, Penelas (aldeia partilhada com a vizinha freguesia de Nogueira e Ermida), Portela, Sabroso e Vila Nova; Vila Nova é por vezes dividida em Vila Nova de Baixo e Vila Nova de Cima.
De perfil semi-urbano,, Folhadela é uma das freguesias periurbanas de Vila Real (confronta com a freguesia urbana de Vila Real). Nela fica ainda situado o Aeródromo de Vila Real e grande parte do campus da Universidade de Trás-os-Montes e Alto Douro (UTAD).

## Demografia
A população registada nos censos foi:
| Distribuição da População por Grupos Etários | Distribuição da População por Grupos Etários | Distribuição da População por Grupos Etários | Distribuição da População por Grupos Etários | Distribuição da População por Grupos Etários |
| -------------------------------------------- | -------------------------------------------- | -------------------------------------------- | -------------------------------------------- | -------------------------------------------- |
| Ano                                          | 0-14 Anos                                    | 15-24 Anos                                   | 25-64 Anos                                   | > 65 Anos                                    |
| 2001                                         | 288                                          | 259                                          | 1002                                         | 348                                          |
| 2011                                         | 322                                          | 284                                          | 1224                                         | 431                                          |
| 2021                                         | 236                                          | 223                                          | 1170                                         | 534                                          |

## História
O primeiro nome conhecido para a freguesia é Vila Nova de Panóias, havendo referências a ela anteriores a 1180. Em 1290 figura, pela primeira vez, como «freyguesia de Santiago de Villa Nova». Pelo foral de 1293, a freguesia passou a integrar o termo de Vila Real, estabelecido quatro anos antes.
Em 1530, Vila Nova era ainda sede da freguesia, que integrava lugares actualmente pertencentes às freguesias vila-realenses de Nogueira e Ermida e Vila Real, e ainda ao concelho de Peso da Régua. No século XVIII a sede mudou-se de Vila Nova para Folhadela, provocando a alteração do nome da freguesia.
Tal como todas as demais terras pertencentes aos Marqueses de Vila Real, Folhadela passou em 1641 para a posse da Coroa, quando o Marquês e o seu herdeiro foram executados sob acusação de conjura contra D. João IV. Em 1654, passou a integrar o património da recém-criada Sereníssima Casa do Infantado, situação que se manteve até à extinção desta, aquando das reformas do Liberalismo.
Pertenceram à freguesia de Folhadela diversos lugares da margem esquerda do Corgo integrados na (entretanto extinta) freguesia de São Pedro desde 1960: Raposeira, Meia-Laranja, Tourinhas, Nossa Senhora de Lourdes, o resto do campus da UTAD.

## Património Cultural
- Marco granítico n.º 56 e 57
- Marco granítico n.º 60
- Marco granítico n.º 61
- Marco granítico n.º 62
- Marco granítico n.º 63
- Marco granítico n.º 64
- Marco granítico n.º 65
- Marco granítico n.º 66
- Marco granítico n.º 67
- Marco granítico n.º 59
- Marco granítico n.º 58

## Outro Património
- Santuário de Nossa Senhora de Lourdes construído em 1908, quando se comemoravam cinquenta anos da aparição da Senhora a Bernadete Soubirou, em Lourdes, França (1868).